# Sarısusjön
Sarısu är en sjö i Azerbajdzjan.   Den ligger i distriktet İmişli Rayonu, i den centrala delen av landet, 150 km väster om huvudstaden Baku. 
Omgivningarna runt Ozero Sary-Su är i huvudsak ett öppet busklandskap. Runt Ozero Sary-Su är det ganska tätbefolkat, med 70 invånare per kvadratkilometer.